# Большой Солёный лиман
Большой Солёный лиман (укр. Великий Солоний лиман) — лиман на гирле Мурза в дельте реки Дунай, расположенный на востоке Килийского района (Одесская область). Тип общей минерализации — солоноватый. Группа гидрологического режима — сточное.

## География
Длина — около 2,0 км. Наибольшая ширина — около 0,5 км. Высота над уровнем моря: −0,4 м. Ближайший населённый пункт — село Десантное, расположенное севернее лимана.
Большой Солёный лиман расположен в дельте Дуная на территории Стенсовских (Стенсовско-Жебриянских) плавней, которыми и отделен от Чёрного моря и каналом Дунай—Сасик. Водоём неправильной удлинённой формы, вытянутый с севера на юг. Лиманы Большой Солёный, Малый Солёный и Пожарный образовывают единый водный комплекс на гирле Мурза при впадении балки Бурова Кишла. Комплекс лиманов ограничен гидротехническими сооружениями (дамбами и в том числе дамбой канала Дунай—Сасик). Берега обрывистые и представлены обильной прибрежно-водной растительностью, кроме северо-западного — заросли акации. На севере при впадении балки Бурова Кишла в лиман проходит автодорога Т-16-28.

## Хозяйственное значения
Южнее расположен Дунайский биосферный заповедник.
Является местом гнездования водных и околоводных птиц. Из-за антропогенного влияния (строительство канала Дунай—Сасик) природный комплекс и водоёмы сильно деградированные.

## Топографическая карта
- Лист карты L-35-96 Вилково. Масштаб: 1 : 100 000. Состояние местности на 1983 год. Издание 1984 г.